# Fairmont City
Fairmont City – wieś w Stanach Zjednoczonych, w stanie Illinois, w hrabstwie St. Clair.